# Baronía de la Vega de Hoz
La baronía de la Vega de Hoz es un título nobiliario español creado el 13 de febrero de 1891 por el rey Alfonso XIII a favor de Enrique de Leguina y Vidal, senador del Reino por la Sociedad Económica de Sevilla.

## Barones de la Vega de Hoz
|                           | Titular                                 | Periodo                   |
| Creación por Alfonso XIII | Creación por Alfonso XIII               | Creación por Alfonso XIII |
| ------------------------- | --------------------------------------- | ------------------------- |
| I                         | Enrique de Leguina y Vidal              | 1891-1923                 |
| II                        | Luisa de Leguina y Delgado              | 1925-1979                 |
| III                       | Francisco Javier Sánchez-Dalp y Leguina | 1980-2004                 |
| IV                        | Ana María Sánchez-Dalp y Leguina        | 2004-2013                 |
| V                         | Pedro Fernández-Palacios Sánchez-Dalp   | 2013-2021                 |
| VI                        | Fátima Fernández-Palacios Parejo        | Desde 2021                |

## Historia de los Barones de la Vega de Hoz
- Enrique de Leguina y Vidal (Madrid, 1842-25 de noviembre de 1924), I barón de la Vega de Hoz,[1]  senador, gobernador civil, historiador y miembro de la Real Academia de la Historia y de la Academia Sevillana de Buenas Letras.[4] El 20 de marzo de 1925 le sucedió su sobrina:[1]

- Luisa de Leguina y Delgado (m. 15 de enero de 1979) II baronesa de la Vega de Hoz.[1]

Se casó con Manuel Sánchez-Dalp y Marañón. Le sucedió su hijo el 3 de octubre de 1980:
- Francisco Javier Sánchez-Dalp y Leguina, III barón de la Vega de Hoz,[5] III conde de Torres de Sánchez-Dalp, III marqués de Aracena. Le sucedió, en 2004, su hermana:

- Ana María Sánchez-Dalp y Leguina, IV baronesa de la Vega de Hoz,[6] IV condesa de Torres de Sánchez-Dalp, IV marquesa de Aracena.

Se casó con Pedro Fernández-Palacios Marín.
- Pedro Fernández-Palacios Sánchez-Dalp, (m. Sevilla, 13 de marzo de 2021),[7] V barón de la Vega de Hoz,[1] V conde de Torres de Sánchez-Dalp, V marqués de Aracena.

Se casó con Esperanza Parejo Muñoz, padres de Fátima, Blanca, Esperanza, Marta y Federico Fernández-Palacios Parejo. Le sucedió, en 2021, su hija:
- Fátima Fernández-Palacios Parejo, VI baronesa de la Vega de Hoz.[3]